# Lee Soo-man
Lee Soo-man (nascido em 18 de junho de 1952) é um empreendedor sul-coreano, fundador do S.M. Entertainment Group, que inclui duas subsidiárias (SM Academy e SM TinTin Entertainment) especializado em grupos de k-pop.
Lee iniciou sua carreira como cantor enquanto estava na Universidade Nacional de Seul em 1972. Ele co-fundou a agência em 1989, e tomou uma posição extremamente importante dentro da indústria do entretenimento sul-coreana. Atualmente, a SM é uma das maiores gravadoras da Coreia do Sul, devido ao sucesso de artistas como H.O.T., S.E.S., Shinhwa, BoA, TVXQ, Super Junior, Girls' Generation, SHINee, Red Velvet, f(x), EXO.

## Discografia
- Lee Soo Man, 1977
- Lee Soo Man, 1978
- 애창곡집, 1978
- Greatest, 1980
- Lee Soo Man, 1983
- Lee Soo Man, 1985
- 끝이 없는 순간, 1986
- NEW AGE 2, Janeiro de 1989
- NEW AGE, Novembro de 1989